# Hoàng Văn Cường (chính khách)
Hoàng Văn Cường (sinh ngày 1 tháng 1 năm 1963) là khoa học gia và chính khách người Việt Nam, đảng viên Đảng Cộng sản Việt Nam. Ông hiện là đại biểu quốc hội Việt Nam khóa 15 nhiệm kì 2021-2026, thuộc đoàn đại biểu quốc hội thành phố Hà Nội, Ủy viên Ủy ban Tài chính – Ngân sách của Quốc hội Việt Nam. Ông có học vị tiến sĩ kinh tế học, học hàm giáo sư, nguyên là Phó hiệu trưởng Trường Đại học Kinh tế Quốc dân. Ông ứng cử và trúng cử đại biểu quốc hội năm 2021 với tỉ lệ 70,76% số phiếu ở đơn vị bầu cử số 2 của thành phố Hà Nội, gồm các quận Đống Đa và Hai Bà Trưng.

## Thân thế
Hoàng Văn Cường sinh ngày 1 tháng 1 năm 1963, quê quán tại xã Yên Cường, huyện Ý Yên, tỉnh Nam Định. 
Ông hiện cư trú ở số 20, ngõ 92 Trần Đại Nghĩa, phường Đồng Tâm, quận Hai Bà Trưng, thành phố Hà Nội.

## Giáo dục
- Giáo dục phổ thông hệ 10/10.
- Đại học Kinh tế chuyên ngành Kinh tế nông nghiệp[4]
- Tiến sĩ kinh tế học (2002)[4], đề tài "Mối quan hệ giữa các biến kinh tế và biến dân số trong phát triển các vùng nông thôn Việt Nam", bảo vệ năm 2002, tại Đại học Kinh tế Quốc dân, người hướng dẫn khoa học: GS.TSKH. Lê Du Phong, PGS.TS. Nguyễn Đình Cử (ĐH Kinh tế Quốc dân)[5][6]
- Phó giáo sư[4]
- Bằng cao cấp lí luận chính trị

## Sự nghiệp khoa học
Hướng nghiên cứu của ông là kinh doanh bất động sản, Kinh tế địa chính, Kinh tế nông nghiệp, Dân số và các vấn đề xã hội, Quy hoạch phát triển.

## Sự nghiệp chính trị
Ông gia nhập Đảng Cộng sản Việt Nam vào ngày 14 tháng 12 năm 1984.

### Đại biểu quốc hội khóa XIV
Ngày 26 tháng 5 năm 2017, ông bày tỏ ủng hộ bỏ biên chế giáo viên trong ngành giáo dục với lí do học sinh sẽ có thể đánh giá và lựa chọn giáo viên cho mình.

## Phong tặng
- Nhà giáo ưu tú[9]

## Tác phẩm
Những tác phẩm đã công bố:

### Bài báo
1. Hoàng Văn Cường, "Hoàn thiện chính sách, pháp luật trong quản lý thị trường bất động sản", Tạp chí Xây dựng; năm 2009
2. Hoàng Văn Cường, "Sử dụng chỉ số HDI và HPI trong đánh giá trình độ phát triển các vùng nông thôn"; Tạp chí Kinh tế và phát triển; năm 2001
3. Hoàng Văn Cường, "Sử dụng phương pháp điều tra gián tiếp để đánh giá thực trạng nguồn tài chính trong các tầng lớp dân cư Thủ Đô"; Tạp chí Kinh tế phát triển; năm 2000

### Công trình nghiên cứu đã tham gia
- Sử dụng lao động nữ trong nông nghiệp, nông thôn; [1987 - 1988]; UBKHXH Việt Nam
- Giải pháp cho hộ không đất, thiếu đất đồng bằng sông Cửu Long; [1999 - ]; Trường Đại học Kinh tế Quốc dân.
- Đã hướng dẫn 2 nghiên cứu sinh tiến sĩ:[10]
  - Võ Thị Hòa Loan, "Mối quan hệ giữa tăng trưởng kinh tế và xóa đói giảm nghèo", Đại học Kinh tế Quốc dân, 2009
  - Phạm Lan Hương, "Chuyển dịch cơ cấu đất đai trong quá trình công nghiệp hóa, hiện đại hóa nông nghiệp nông thôn", Đại học Kinh tế Quốc dân, 2010.